# Доверландия
Доверландия (порт. Doverlândia) — муниципалитет в Бразилии, входит в штат Гояс. Составная часть мезорегиона Юг штата Гояс. Входит в экономико-статистический микрорегион Судуэсти-ди-Гояс. Население составляет 7795 человек на 2016 год. Занимает площадь 3222,941 км². Плотность населения — 2,45 чел./км².

## История
Город основан 14 мая 1982 года.

## Статистика
- Валовой внутренний продукт на 2014 год составляет 9833,00 реалов (данные: Бразильский институт географии и статистики)[1].
- Валовой внутренний продукт на душу населения на 2014 год составляет 23 020,62 реалов (данные: Бразильский институт географии и статистики)[1].
- Индекс человеческого развития на 2010 год составляет 0,668 (данные: Программа развития ООН)[2].